# Zabriskie Point (RMI)
Zabriskie Point is een studioalbum van de Britse band Radio Massacre International.
De titel van dit album is ontleend aan Zabriskie Point, dat de inspiratie vormde voor de laatste track van het album en ook naar een van hun grootste inspirators Pink Floyd, die een deel van de filmmuziek schreef bij de film Zabriskie Point. De muziek week af van wat RMI destijds uitgaf: de elektronische muziek uit de Berlijnse School voor elektronische muziek met hun gebruik van sequencers is hier geheel verdwenen. De sfeer van het album komt in de buurt van het "tijdloze" (dat wil zeggen: geen gevoel van tijd) album Zeit van Tangerine Dream.  

## Musici
- Steve Dinsdale – synthesizers
- Duncan Goddard – gitaar, synthesizers
- Gary Houghton – basgitaar, synthesizers

## Muziek
| Nr. | Titel                                            | Duur  |
| --- | ------------------------------------------------ | ----- |
| 1.  | Ha'penny Bridge (opname uit mei 1998, Londen)    | 7:26  |
| 2.  | Dante's view (opnamen uit mei 1998, Londen)      | 52:33 |
| 3.  | Zabriskie point (opname uit juli 1980, Teesside) | 10:57 |

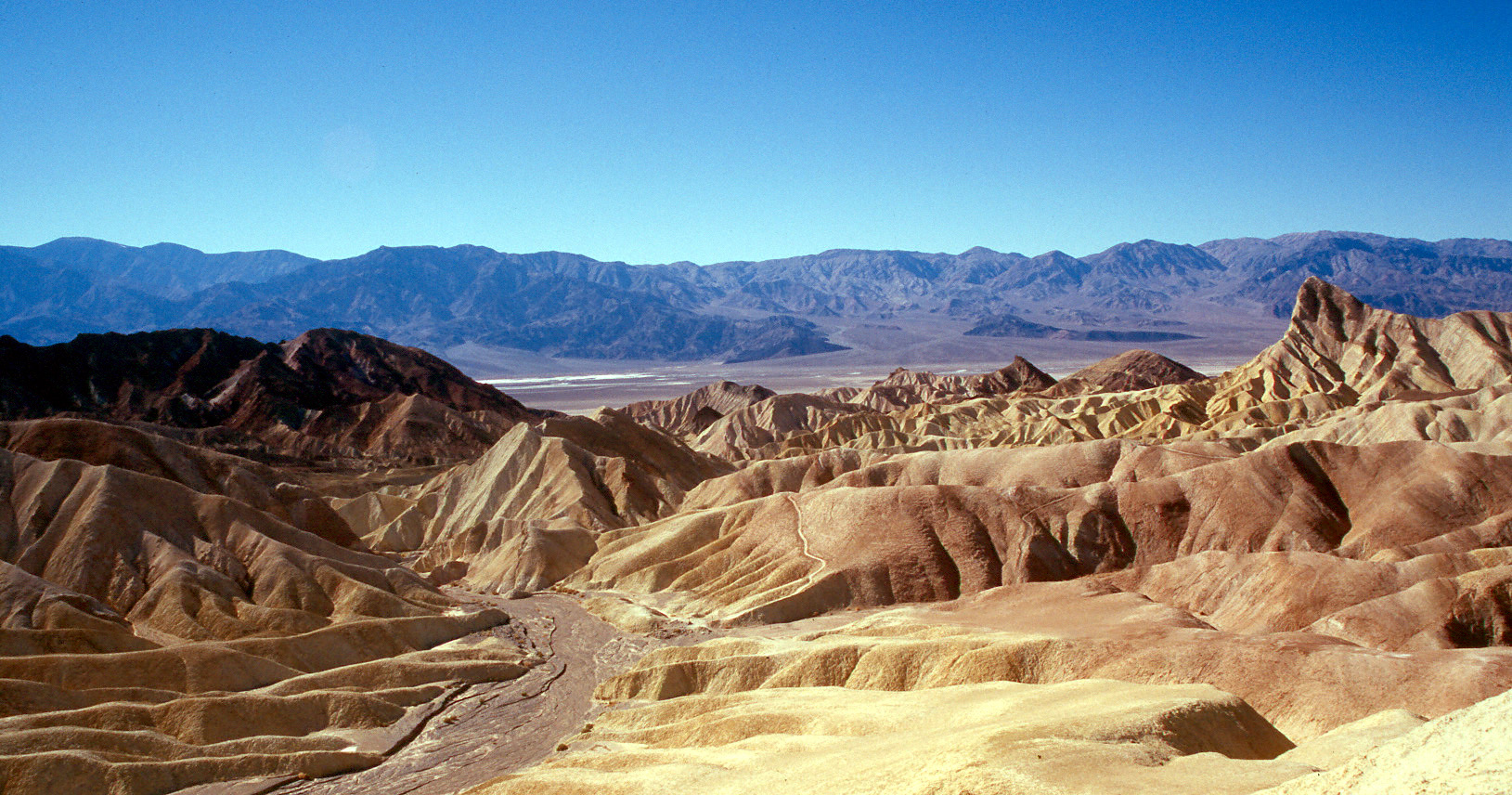
Zabriskie Point

De titeltrack is opgenomen toen de naam Radio Massacre International nog niet bestond. De toen nog in de kinderschoenen staande band heette destijds DAS.